# Даница Мастиловић
Даница Мастиловић (Неготин, 7. новембар 1933 — Драјајх, 15. јул 2023) била је немачка оперска певачица српскога порекла. Глас јој је сопран.
Завршила је Музичку академију у Београду у класи Николе Цвејића. Почела је као оперетска певачица у Београдској комедији. Од 1959. је чланица Опере у Франкфурту на Мајни. Била је редован гост Вагнерових игара у Бајројту. Гостовала је по немачким оперским сценама, у Швајцарској, САД („Метрополитен“), Мексику, Аргентини, Италији („Скала“), Француској, Енглеској, Шведској, Португалији и другде. „Међународну репутацију Мастиловић. је стекла захваљујући чистоћи, пуноћи и снази свога драмског сопрана великог волумена, продорности и бљештавила“ (Лексикон југославенске музике, Загреб 1984). У СНП је два пута певала Тоску у истоименој Пучинијевој опери: 18. јуна 1959, што је био њен деби на оперској сцени и њена аудициона представа после које није примљена у оперски ансамбл, јер СНП није тада препознало будућу велику певачицу, и 8. фебруара 1967, као чланица франкфуртске Опере.